# Charles-François de Guilhem de Clermont-Lodève
Charles-François, marquis de Guilhem de Clermont-Lodève (4 février 1749, Avignon - 2 mars 1814, Londres), est un militaire français, député aux États généraux de 1789.

## Biographie
Fils d'Ignace-François de Guilhem et de Thérèse de Sabathier de l'Armillière, et ancien officier, il démissionna avant la Révolution, et fut élu, le 6 mai 1789, député de la noblesse aux États généraux par la ville d'Arles. 
Il prit la parole à propos de la déclaration des droits, vota l'emprunt par acclamation, demanda la responsabilité des agents publics, et appuya la motion de déclarer la religion catholique, religion nationale.
Le 11 mars 1790, il proposa le renvoi de l'affaire de Marseille à la sénéchaussée d'Aix, réclama la liberté des Avignonnais retenus à Orange et obtient leur relaxation.
Il émigra à la fin de 1792, et mourut le 2 mars 1814 à Londres.

## Sources
- « Charles-François de Guilhem de Clermont-Lodève », dans Adolphe Robert et Gaston Cougny, Dictionnaire des parlementaires français, Edgar Bourloton, 1889-1891 [détail de l’édition]